# سیارک ۱۲۷۵۸
سیارک ۱۲۷۵۸ (به انگلیسی: 12758 Kabudari، نامگذاری:1993SM3) دوازده هزار و هفتصد و پنجاه و هشتمین سیارک کشف شده‌است که در ۲۲ سپتامبر ۱۹۹۳ کشف شد.
قدر مطلق سیارک برابر ۲۴.۵ است.